# Napaleofú
Napaleofu é uma localidade do Partido de Balcarce na Província de Buenos Aires, na Argentina. Sua população estimada em 2001 era de 377 habitantes.